# Статическая маршрутизация
Стати́ческая маршрутиза́ция — вид маршрутизации, при котором маршруты указываются в явном виде при конфигурации маршрутизатора. Вся маршрутизация при этом происходит без участия каких-либо протоколов маршрутизации.
При установке статического маршрута указывается:
- Адрес сети (на которую маршрутизируется трафик), маска сети
- Адрес шлюза (узла), который способствует дальнейшей маршрутизации (или подключен к маршрутизируемой сети напрямую)
- (опционально) метрика (иногда именуется также «ценой») маршрута. При наличии нескольких маршрутов на одну и ту же сеть некоторые маршрутизаторы выбирают маршрут с минимальной метрикой

В некоторых маршрутизаторах возможно указывать интерфейс, на который следует направить трафик сети и указать дополнительные условия, согласно которым выбирается маршрут (например в маршрутизаторах Cisco).

## Достоинства
Основные:
- Лёгкость отладки и конфигурирования в малых сетях.
- Отсутствие дополнительных накладных расходов (из-за отсутствия протоколов маршрутизации)
- Мгновенная готовность (не требуется интервал для конфигурирования/подстройки)
- Низкая нагрузка на процессор маршрутизатора
- Предсказуемость в каждый момент времени

## Недостатки
- Очень плохое масштабирование (добавление (N+1)-й сети потребует сделать 2*(N+1) записей о маршрутах, причём на большинстве маршрутизаторов таблица маршрутов будет различной, при N>3-4 процесс конфигурирования становится весьма трудоёмким).
- Низкая устойчивость в ситуациях, когда обрыв происходит между устройствами второго уровня и порт маршрутизатора не получает статуса down.
- Отсутствие динамического балансирования нагрузки
- Необходимость в ведении отдельной документации к маршрутам, проблема синхронизации документации и реальных маршрутов.

## Использование
В реальных условиях статическая маршрутизация используется в условиях наличия шлюза по умолчанию (узла, обладающего связностью с остальными узлами) и 1-2 сетями. Помимо этого статическая маршрутизация используется для «выравнивания» работы маршрутизирующих протоколов в условиях наличия туннеля (для того, чтобы маршрутизация трафика, создаваемого туннелем, не производилась через сам туннель).